# Sulkavanjärvi (sjö i Keitele, Norra Savolax)
Sulkavanjärvi är en sjö i kommunen Keitele i landskapet Norra Savolax i Finland. Sjön ligger 110,2 meter över havet. Den är 4,9 meter djup. Arean är 1,48 kvadratkilometer och strandlinjen är 8,05 kilometer lång. Sjön  ingår i Kymmene älvs huvudavrinningsområde.   Den ligger omkring 86 km nordväst om Kuopio och omkring 360 km norr om Helsingfors. 